# Thesium inversum
Thesium inversum är en sandelträdsväxtart som beskrevs av N. F. Brown. Thesium inversum ingår i släktet spindelörter, och familjen sandelträdsväxter. Inga underarter finns listade i Catalogue of Life.